# Rodolfo Ruiz
Rodolfo Artiga Ruiz (San Salvador; 22 de diciembre de 1934-24 de diciembre de 2001) fue un futbolista salvadoreño que se desempeñaba como delantero.

## Selección nacional
El 23 de marzo de 1963 debutó con la selección de El Salvador, contra Nicaragua en el Campeonato de Naciones de la Concacaf de 1963.

### Participaciones en Campeonatos Concacaf
| Copa                                          | Sede        | Resultado     | Part. | Goles |
| --------------------------------------------- | ----------- | ------------- | ----- | ----- |
| Campeonato de Naciones de la Concacaf de 1963 | El Salvador | Subcampeón    | 7     | 2     |
| Campeonato de Naciones de la Concacaf de 1965 | Guatemala   | Cuarto puesto | 2     | 0     |

## Clubes
| Club              | País        | Año       |
| ----------------- | ----------- | --------- |
| Atlético Marte    | El Salvador | 1956-1957 |
| Juventud Olímpica | El Salvador | 1957-1958 |
| Atlante San Alejo | El Salvador | 1958-1965 |
| Atlético Marte    | El Salvador | 1965-1966 |
| Alianza           | El Salvador | 1966-1967 |

## Palmarés

### Títulos nacionales
| Título           | Equipo         | País        | Año     |
| ---------------- | -------------- | ----------- | ------- |
| Primera División | Atlético Marte | El Salvador | 1956-57 |
| Primera División | Alianza        | El Salvador | 1965-66 |
| Primera División | Alianza        | El Salvador | 1966-67 |

### Títulos internacionales
| Título                           | Equipo  | País        | Año  |
| -------------------------------- | ------- | ----------- | ---- |
| Copa de Campeones de la Concacaf | Alianza | El Salvador | 1967 |